# Grand Prix Formule 1 van Oostenrijk 2003
De Grand Prix Formule 1 van Oostenrijk 2003 werd gehouden op 18 mei 2003 op de A1 Ring in Spielberg bei Knittelfeld.

## Uitslag
| Positie | Nummer | Rijder                | Team               | Ronden | Tijd/Opgave    | Startplaats | Punten |
| ------- | ------ | --------------------- | ------------------ | ------ | -------------- | ----------- | ------ |
| 1       | 1      | Michael Schumacher    | Scuderia Ferrari   | 69     | 1:24:04.888    | 1           | 10     |
| 2       | 6      | Kimi Räikkönen        | McLaren - Mercedes | 69     | +3.362         | 2           | 8      |
| 3       | 2      | Rubens Barrichello    | Scuderia Ferrari   | 69     | +3.951         | 5           | 6      |
| 4       | 17     | Jenson Button         | BAR-Honda          | 69     | +42.243        | 7           | 5      |
| 5       | 5      | David Coulthard       | McLaren - Mercedes | 69     | +59.740        | 14          | 4      |
| 6       | 4      | Ralf Schumacher       | Williams-BMW       | 68     | +1 Ronde       | 10          | 3      |
| 7       | 14     | Mark Webber           | Jaguar Racing      | 68     | +1 Ronde       | 17          | 2      |
| 8       | 7      | Jarno Trulli          | Renault            | 68     | +1 Ronde       | 6           | 1      |
| 9       | 15     | Antônio Pizzonia      | Jaguar Racing      | 68     | +1 Ronde       | 8           |        |
| 10      | 21     | Cristiano da Matta    | Toyota             | 68     | +1 Ronde       | 13          |        |
| 11      | 12     | Ralph Firman          | Jordan-Ford        | 68     | +1 Ronde       | 16          |        |
| 12      | 16     | Jacques Villeneuve    | BAR-Honda          | 68     | +1 Ronde       | 12          |        |
| 13      | 18     | Justin Wilson         | Minardi - Cosworth | 67     | +2 Rondes      | 18          |        |
| Ret     | 11     | Giancarlo Fisichella  | Jordan-Ford        | 60     | Benzinesysteem | 9           |        |
| Ret     | 9      | Nick Heidfeld         | Sauber - Petronas  | 46     | Motor          | 4           |        |
| Ret     | 8      | Fernando Alonso       | Renault            | 44     | Motor          | 19          |        |
| Ret     | 3      | Juan Pablo Montoya    | Williams-BMW       | 32     | Motor          | 3           |        |
| Ret     | 20     | Olivier Panis         | Toyota             | 6      | Wielophanging  | 11          |        |
| Ret     | 19     | Jos Verstappen        | Minardi - Cosworth | 0      | Koppeling      | 20          |        |
| DNS     | 10     | Heinz-Harald Frentzen | Sauber - Petronas  | 0      | Koppeling      | 15          |        |

## Wetenswaardigheden
- Michael Schumacher pakte de pole position ondanks een spin in zijn kwalificatieronde.
- Heinz-Harald Frentzen nam niet deel aan de start van de race, omdat toen het veld werd afgezet in de laatste paraderonde en hij achtergelaten werd. Hij rende naar de reserveauto maar er was niet genoeg tijd om de instellingen van Heidfelds auto naar die van Frentzen te ruilen, dus was Frentzens weekend voorbij.
- Tijdens Michael Schumachers pitstop vloog zijn Ferrari in brand, dit kostte hem ongeveer 20 seconden.
- De laatste paar ronden hadden Kimi Räikkönen en Rubens Barrichello een gevecht om de tweede plaats, Räikkönen hield zijn McLaren succesvol voor de snellere Ferrari van Barrichello.

## Statistieken
| Snelste ronde | Michael Schumacher | Scuderia Ferrari | 1:08.337 |

1963 · 1964 · 1970 · 1971 · 1972 · 1973 · 1974 · 1975 · 1976 · 1977 · 1978 · 1979 · 1980 · 1981 · 1982 · 1983 · 1984 · 1985 · 1986 · 1987 · 1997 · 1998 · 1999 · 2000 · 2001 · 2002 · 2003 · 2014 · 2015 · 2016 · 2017 · 2018 · 2019 · 2020 · 2021 · 2022 · 2023 · 2024 · 2025